# بقعه شاه رکن‌الدین
بقعه شاه رکن الدین مربوط به سدهٔ ۱۲ ه‍.ق است و در دزفول، محله شاه رکن الدین ـمرکز محله واقع شده و این اثر در تاریخ ۲ خرداد ۱۳۵۶ با شمارهٔ ثبت ۱۳۷۷ به‌عنوان یکی از آثار ملی ایران به ثبت رسیده‌است.

## نگارخانه

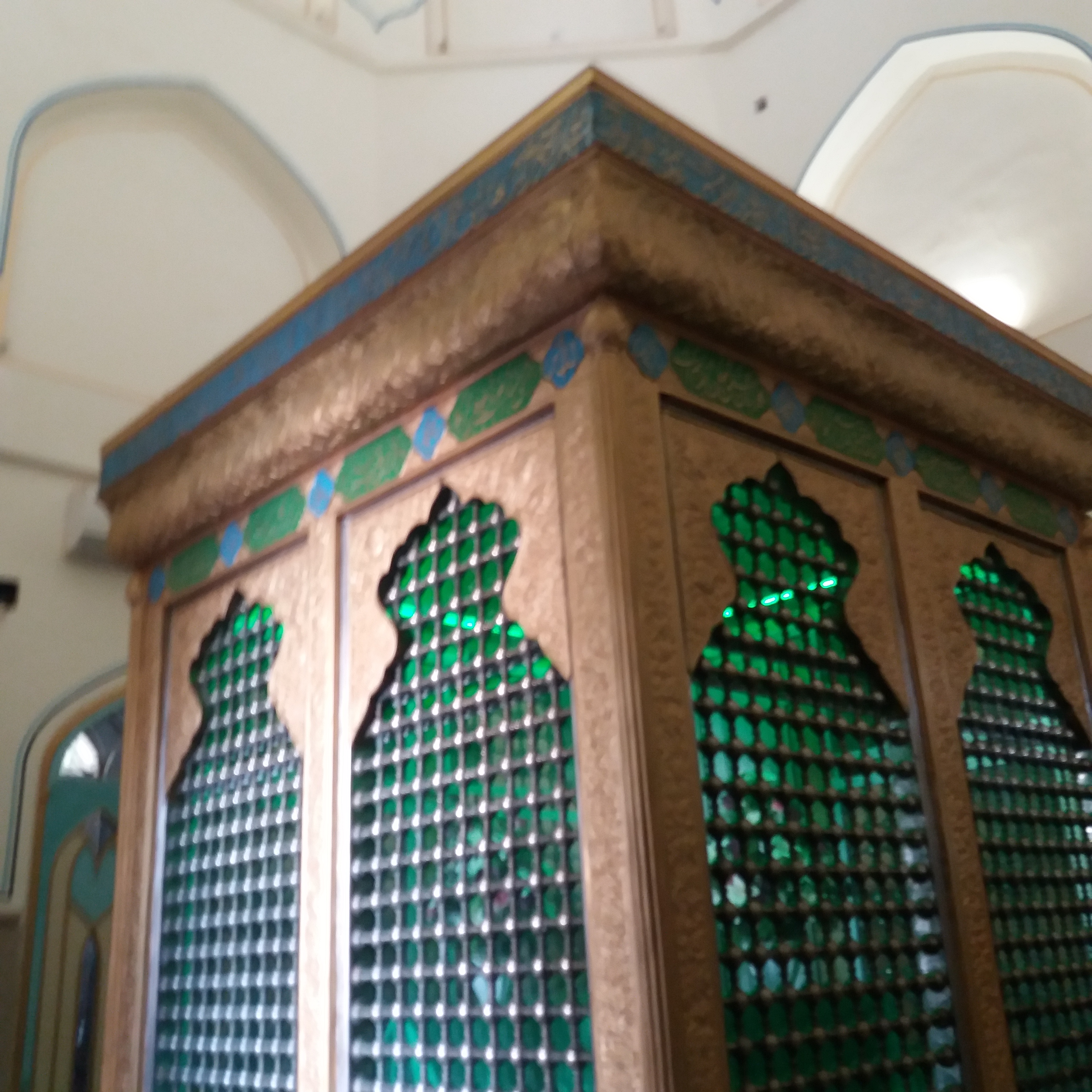
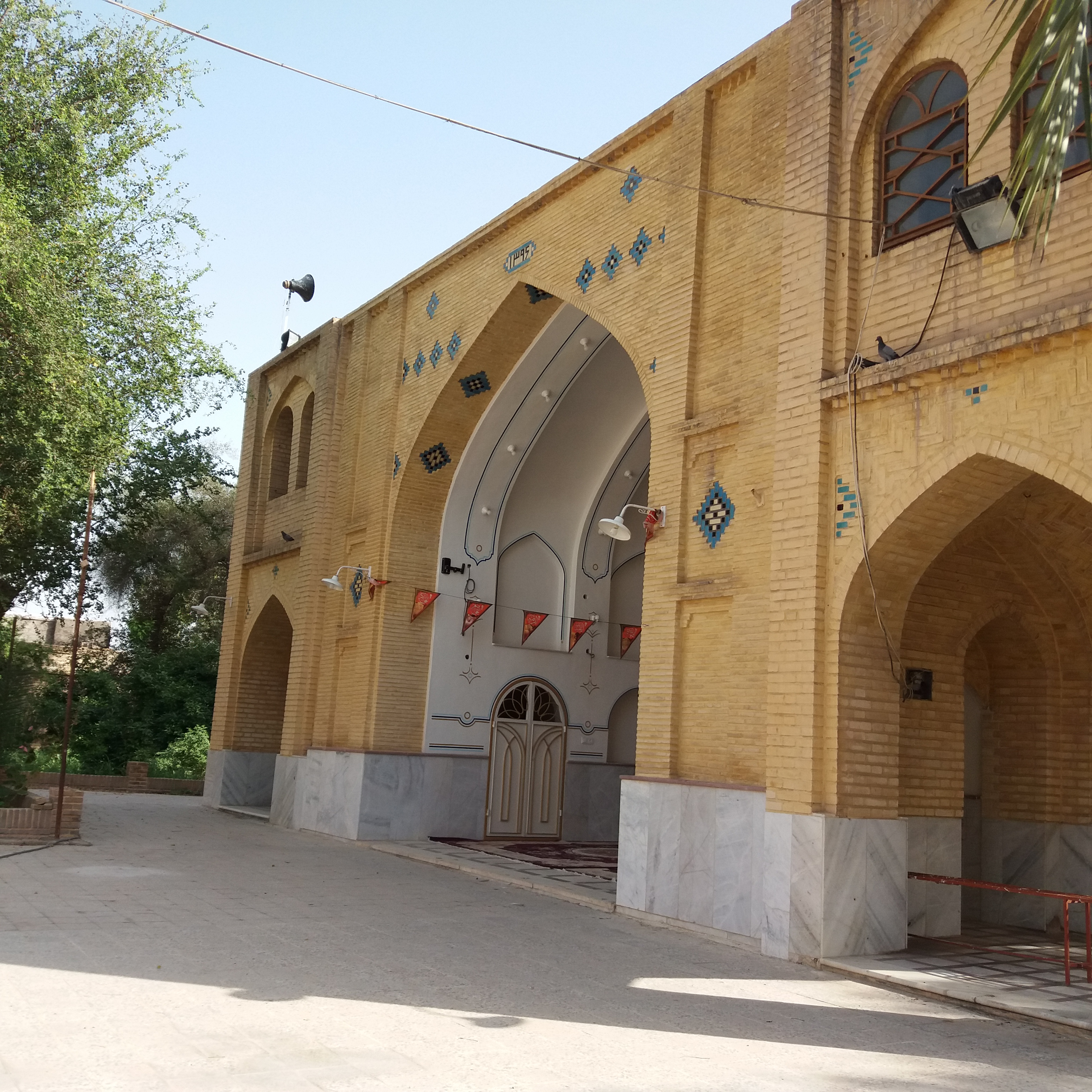
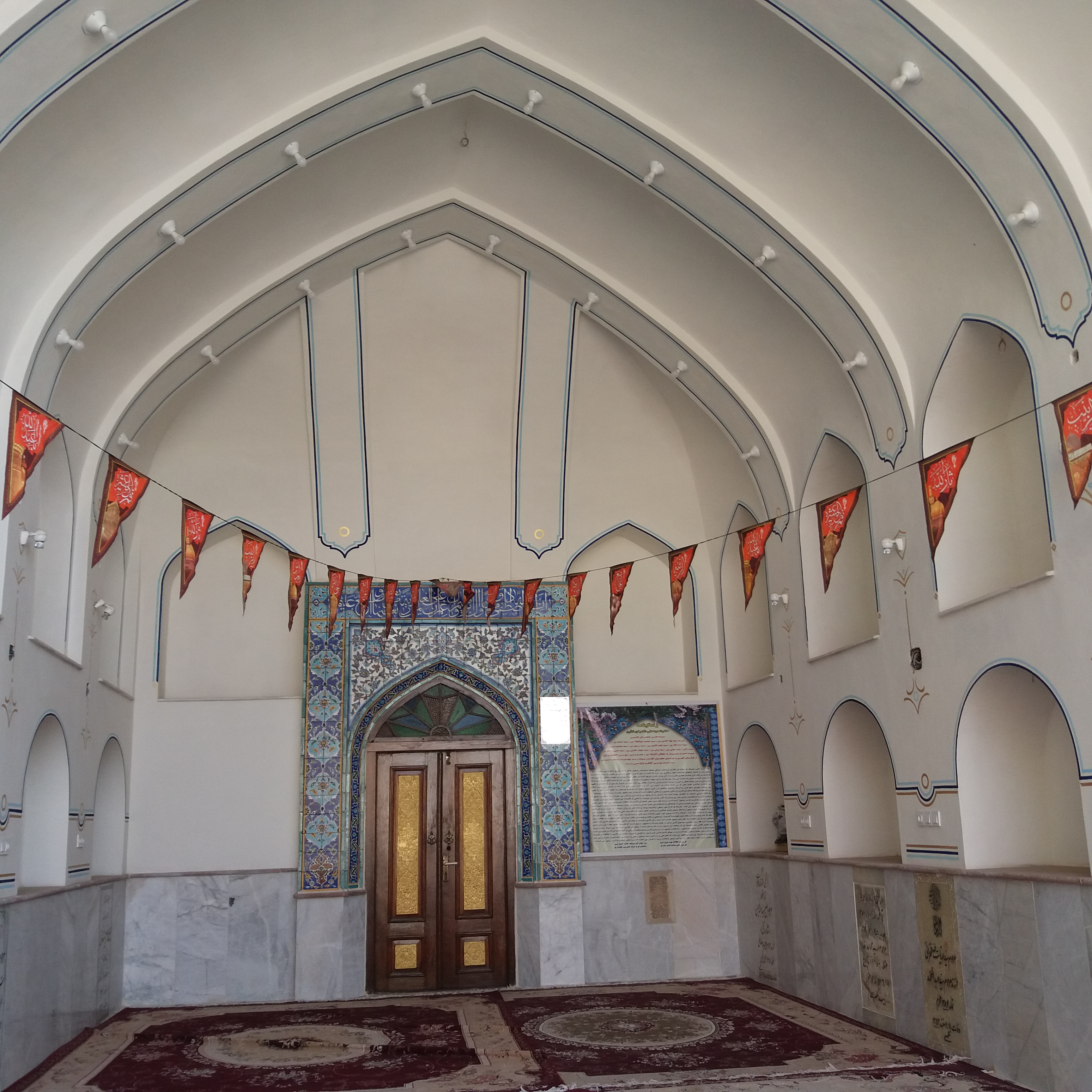
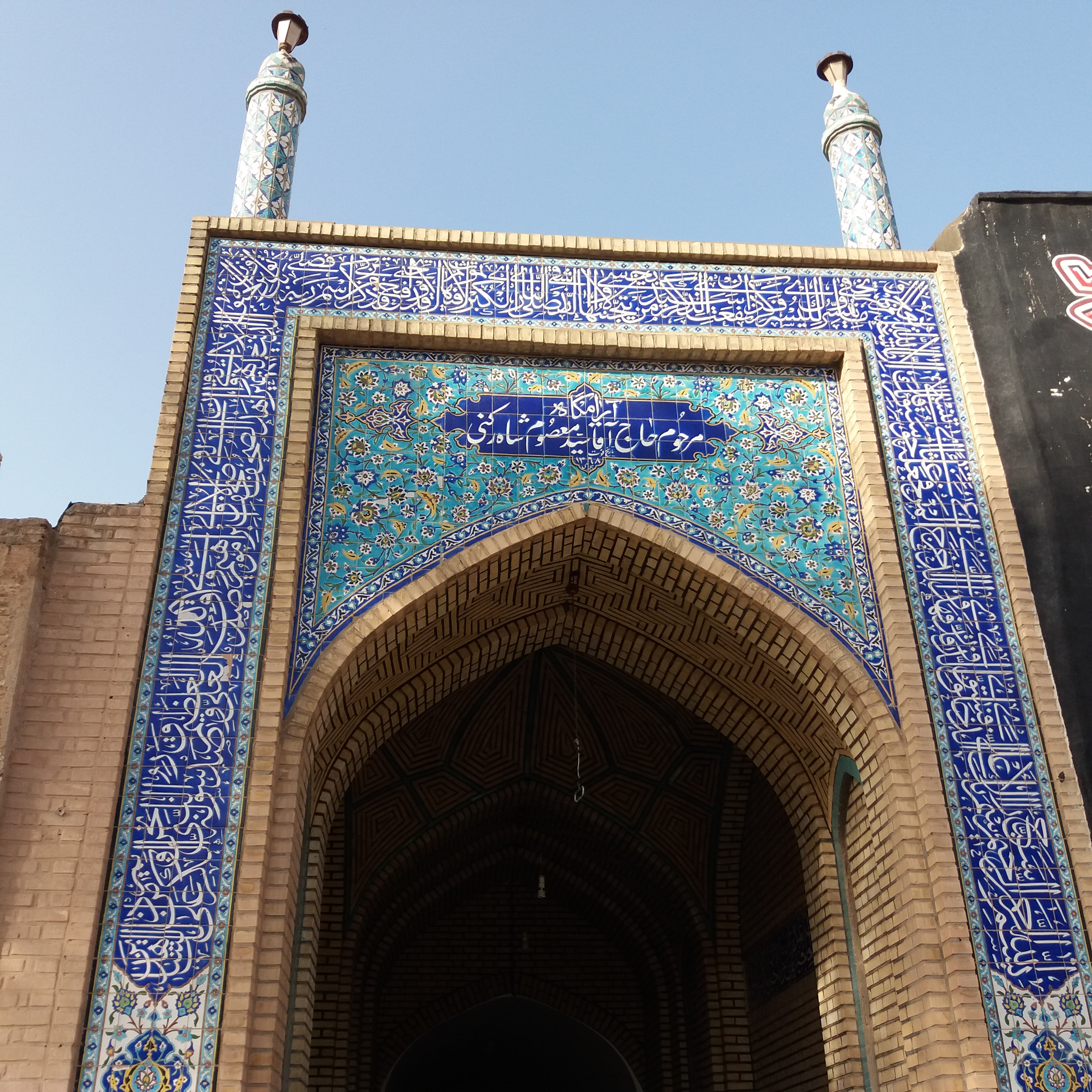
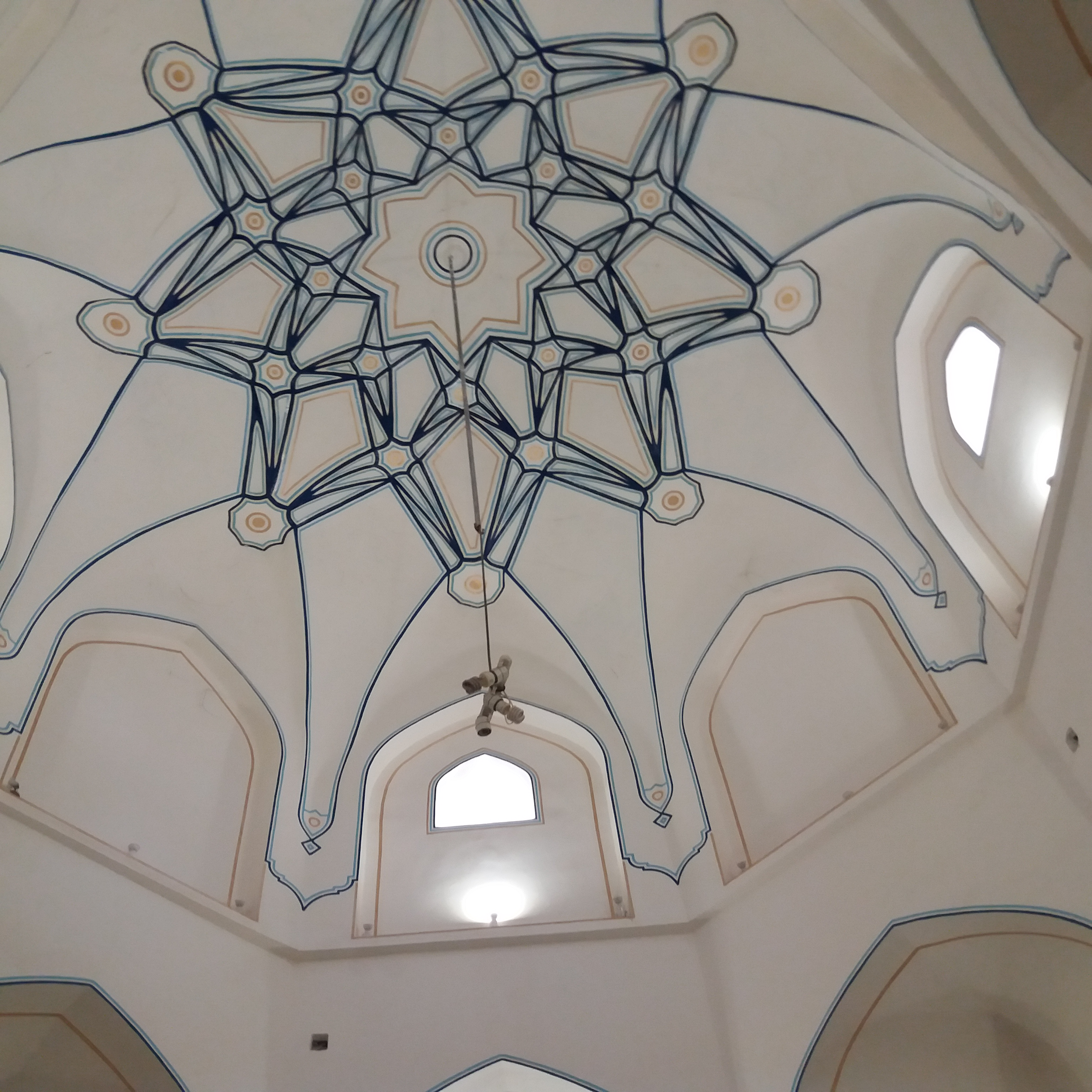
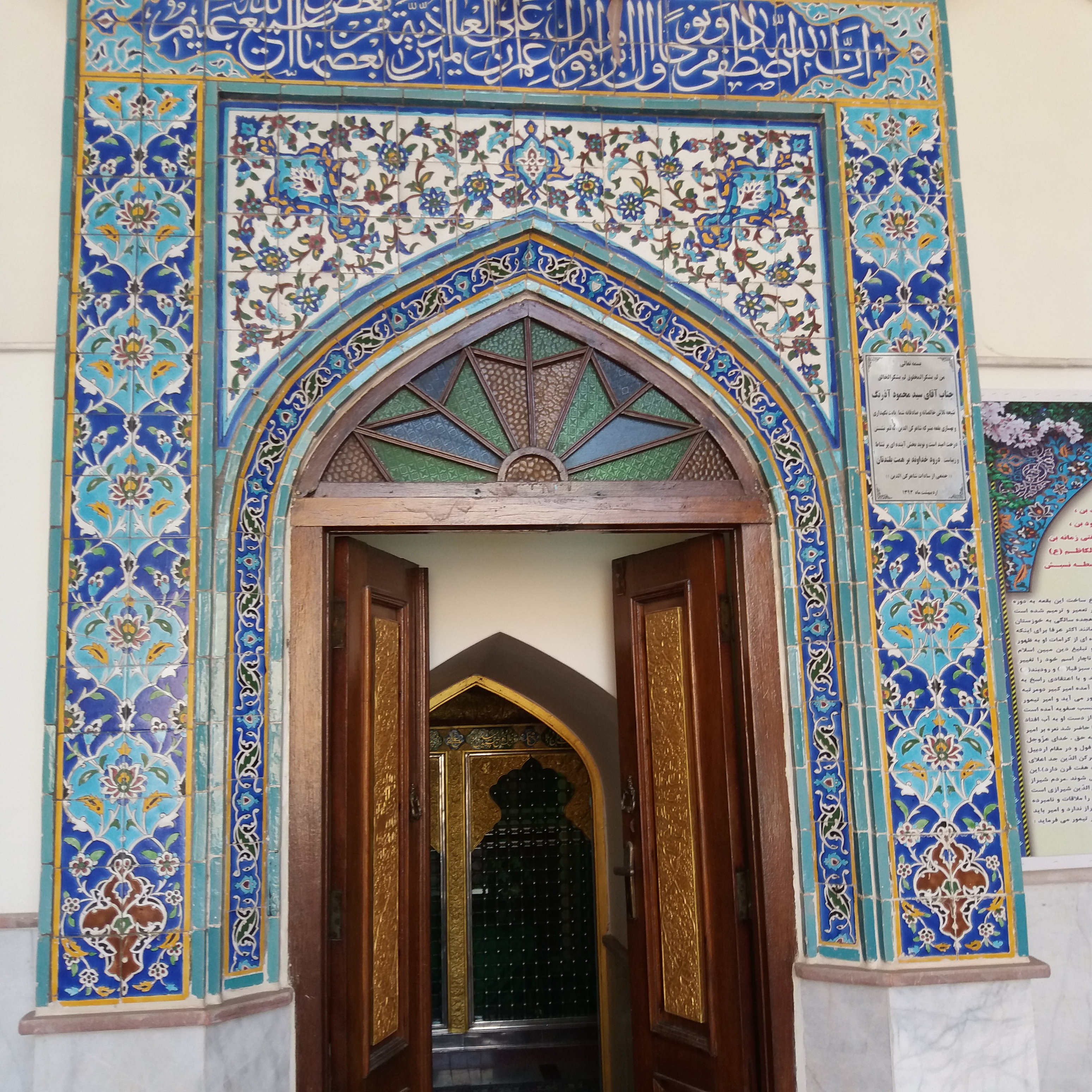

- ویدیویی از ورود به صحن بقعه شاه رکن‌الدین، فیلم از حسین درآمد